# Taonius pavo
Espèce
Synonymes
- Loligo pavo Lesueur, 1821 (protonyme)

Statut de conservation UICN

 LC  : Préoccupation mineure
Taonius pavo est une espèce de calmar de la famille des Cranchiidae.

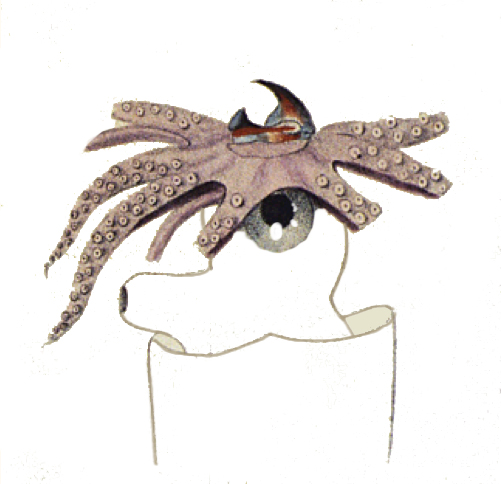
Bec d'un Taonius pavo
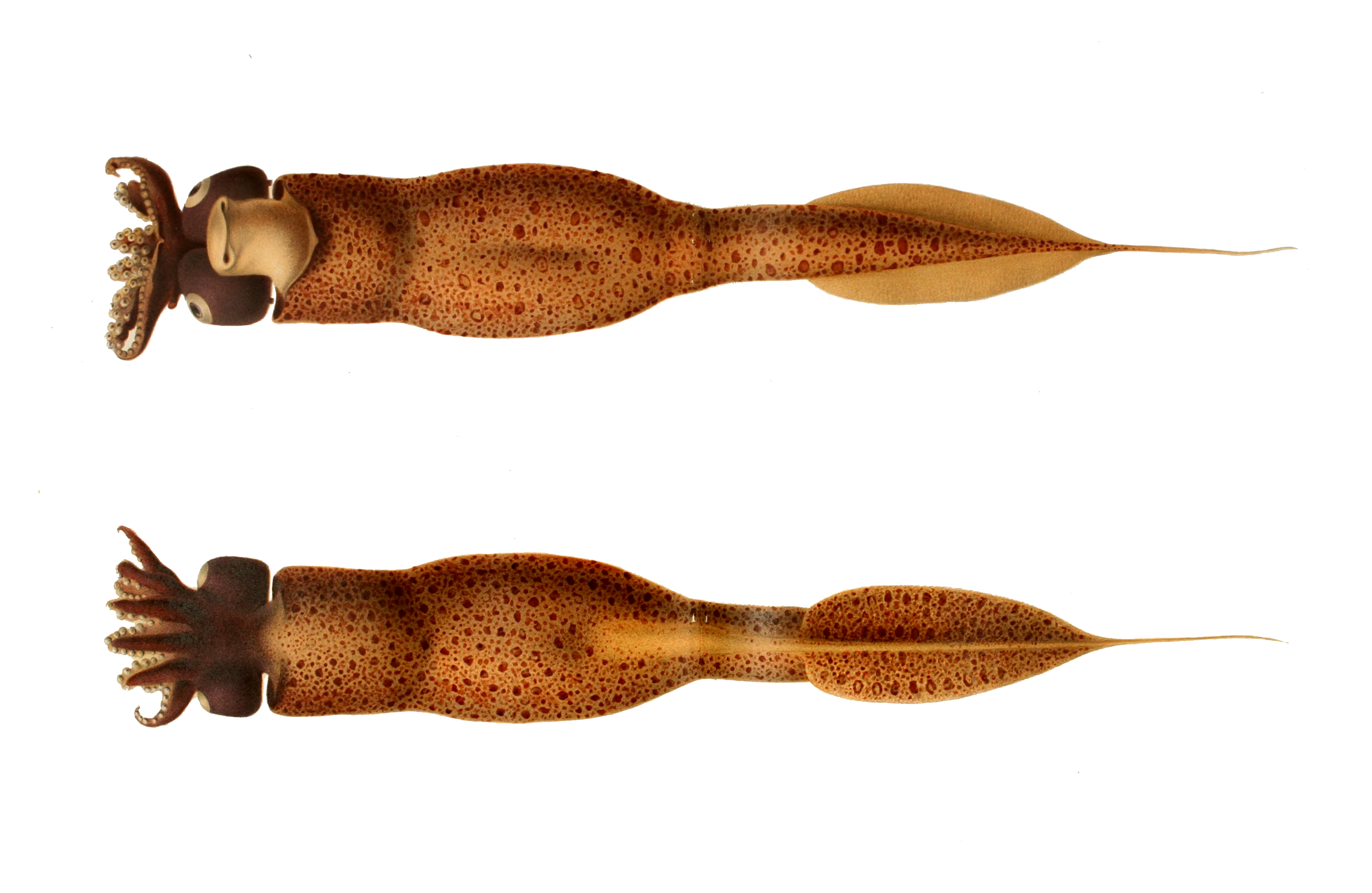